# Szimplikiosz
Kilikiai Szimplikiosz (ógörögül: Σιμπλίκιος ὁ Κίλιξ, latinul: Simplicius), (Kilikia, 490 körül – Szíria?, 560 körül) késő ókori/kora középkori görög filozófus, az újplatonisták utolsó nemzedékének a tagja.

## Élete
A kis-ázsiai Kilikia tartományban született. Tanulmányait az egyiptomi Alexandriában végezte Ammóniosz Hermeiu vezetésével, majd Athénban működött az Akadémia utolsó mesterének, Damaszkiosznak a munkatársaként. Amikor I. Iusztinianosz bizánci császár 529-ben bezáratta az Akadémiát, ennek vezetői (Damaszkiosz, Szimplikiosz, és Priszkianosz) I. Khoszroész perzsa király udvarába költöztek. Mivel nem érezték itt jól magukat, később visszatértek a Keletrómai Birodalom területére. 
Szimplikiosz életének további részéről csak feltételezések vannak. Egyes kutatók szerint Szimplikiosz – immár magánemberként – Athénbe ment, mások szerint szülőhazájába, Kilikiába vándorolt. Létezik olyan nézet is, hogy Szimplikiosz társaival együtt – az ebben az időben a birodalomhoz tartozó – szíriai Harránba (lat. Carrhae) költözött, és itt nyitott újplatonista iskolát.

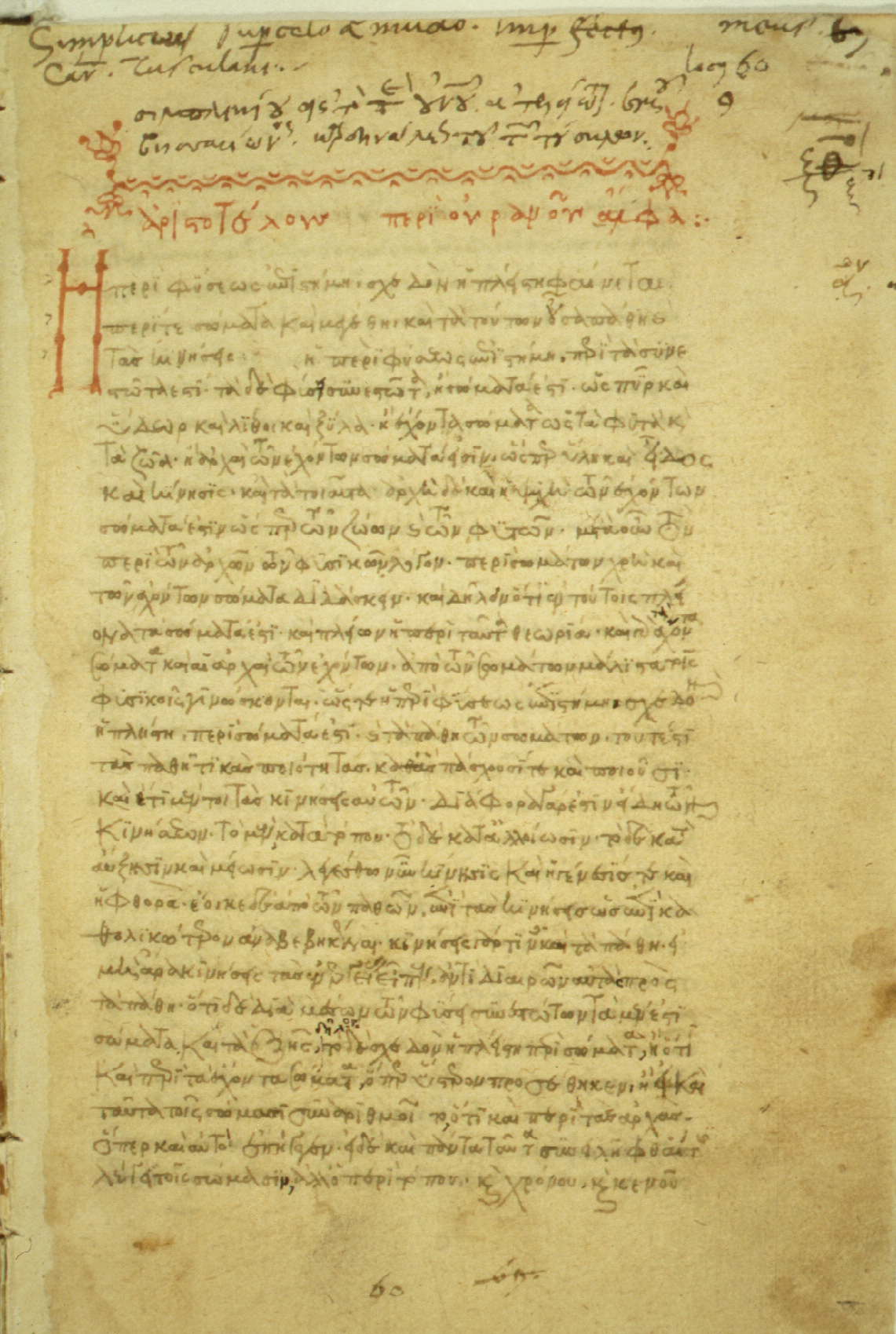
Szimplikiosz Kommentárja Arisztotelész Az égbolt című művéhez (kézirat, 14. század)

## Művei
Szimplikiosztól filozófiai kommentárok maradtak az utókorra. Ezek a következők:
- Kommentár Arisztotelész Az égbolt című művéhez
- Kommentár Arisztotelész Kategóriák című művéhez
- Kommentár Arisztotelész Fizika című művéhez
- Kommentár Arisztotelész A lélek című művéhez
- Kommentár Epiktétosz Kézikönyvecske című művéhez

Feltehetően létezett egy kommentárja Arisztotelész Metafizikájához is, ez azonban elveszett az idők során.

## Művei magyarul
- Szimplikiosz kommentárja Epiktétosz Kézikönyvecskéjéhez. Fordította és a kommentárokat írta Steiger Kornél. Gondolat Kiadó, Budapest, 2016 (Electa) ISBN 9789636936679